# 天下父母心
《天下父母心》（英語：Parents' Love）為2009年三立台灣台八點檔連續劇，新路山傳播制作，2009年9月2日首播，2010年11月10日結局。

## 播出時間
| 所在地   | 頻道        | 類型 | 播出日期                      | 播出時間          | 備註                                       |
| -------- | ----------- | ---- | ----------------------------- | ----------------- | ------------------------------------------ |
| 臺灣     | 三立台灣台  | 首播 | 2009年9月2日－ 2010年11月10日 | 每週一至週五20:00 | 不定期在三立電視股份有限公司旗下電視台重播 |
| 马来西亚 | 八度空间    | 首播 | 2010年2月18日起               | 每週一至週五18:00 |                                            |
| 新加坡   | 新传媒8频道 | 首播 | 2013年10月29日起              | 每週一至週五16:30 |                                            |

## 演員名單
- 陳冠霖飾李文龍/鍾世慶
- 李燕飾蔡有慧
- 劉至翰飾陳志輝/白海豚
- 韓瑜飾黃蕾蕾/楊小薇
- 連靜雯飾蔡有美/王欣欣
- 葉全真飾孫曉菁
- 霍正奇飾江朝全
- 江國賓飾蔡有德
- 星卉飾林如玉
- 孫協志飾洪建文
- 陳珮騏飾陳志玲
- 廖峻飾蔡茂松
- 劉美玲飾王明珠
- 方文琳飾黃招弟
- 馬如風飾陳國欽
- 李芳雯飾何莉莉
- 王耿豪飾楊家豪
- 林佑星飾李英傑
- 林韋君飾葉天憶
- 夏靖庭飾鄭鐵炮
- 苗可麗飾高艷紅
- 楊烈飾劉添丁
- 馬幼興飾沈國慶/丁國慶
- 黃玉榮飾江大同
- 伊正飾李民中
- 丁國琳飾方麗君
- 胡曉芳飾鄭雅婷
- 林佩君飾吳美雲
- 柯叔元飾廖啟明
- 王滿嬌飾張秀枝
- 蘇炳憲飾劉俊賢
- 李亮瑾飾劉采萱
- 王豪飾王富貴
- 陳淑芳飾甄秀珠
- 楊繡惠飾白玉蘭
- 林子瑄飾葉天敏
- 黃雨欣飾張秀卿
- 宋達民飾潘正弘
- 談學斌飾鐘哥
- 爆爆飾石頭
- 朱佑平飾蔡安平/劉安平
- 張富貴飾金海
- 廖柏翔飾陳永康
- 蔡昀琦飾陳怡恩
- 鄧筠庭飾黃依依/楊依依
- 丁力騏飾沈文慶
- 楊慶煌飾葉勝昌
- 聶秉賢飾金九天
- 亮哲飾高仁吉
- 游詩璟飾白海燕
- 李㼈飾劉天福
- 林秀玲飾黃淑娟
- 陳若萍飾孫美華
- 柯素雲飾高心梅
- 陳怡真飾江秋月
- 黃錦雯飾趙麗軟
- 林可唯飾劉春燕
- 張倩飾羅素華
- 何冠穎飾周功成
- 玉尚飾吳建銘
- 鄭志偉飾河豚
- 葉民志飾鄭光榮
- 李易飾李成興
- 何奕東飾陳企漢
- 苗真飾秦好
- 張以琳飾陳淑惠
- 張佑鳴飾蕭坤山
- 李明德飾阿德
- 謝一良飾吳金虎
- 吳朝駿飾孫萬山
- 李國超飾李來順
- 彭曉彤飾張雅瓊
- 唐玲飾佩佩
- 朱進新飾簡明水

特別客串：
- 陳熙鋒飾Timmy
- 石峰飾David
- 梅嫦芬飾Rita
- 佐藤麻衣飾佐藤麻衣
- 盧彪飾高董
- 王希華飾胡校董
- 黃瑄飾謝記者
- 莊奕勳飾游總
- 楊少文飾黃主委
- 周芯瑩飾小珊
- 鄒守宏飾張通河
- 戴士堯飾王喬治
- 尤瀧樹飾王老闆
- 劉瑞琪飾蘇敏芳
- 王上豪飾吳添貴
- 彭成輝飾何志強

## 主題曲
片頭曲
1. 回家門 (2009年9月2日－2009年10月2日)
詞曲：郭之儀，主唱：王建傑、甲子慧
2. 愛情像被單 (2009年10月5日－2009年10月30日)
詞曲：傑米，主唱：方瑞娥
3. 愛阮愛一半 (2009年11月2日－2009年11月26日)
詞曲：王宗凱，主唱：詹曼鈴
4. 惜福 (2009年11月27日－2009年12月31日)
作詞：傑米，作曲：傑米、張振傑，主唱：蔡秋鳳
5. 勇敢的愛 (2010年1月1日－2010年2月2日)
詞曲：彭立，主唱：彭立
6. 名份 (2010年2月3日－2010年3月23日)
詞曲：林東松，主唱：甲子慧
7. 鴛鴦 (2010年3月24日－2010年4月20日)
詞曲：林東松，主唱：陳茂豐、甲子慧
8. 癡情歌 (2010年4月21日－2010年6月30日)
作詞：謝金燕，作曲：張勇強，主唱：孫淑媚
9. 用心 (2010年7月1日－2010年7月30日)
詞曲：江志豐，主唱：龍千玉
10. 感情坎坷路 (2010年8月2日－2010年8月31日)
詞曲：陳偉強，主唱：王中平、甲子慧
11. 憨人 (2010年9月1日－2010年9月30日)
作詞：謝金燕，作曲：林從胤，主唱：謝金燕
12. 選擇你 (2010年10月1日－10月31日)
詞曲：江志豐，主唱：張秀卿、江志豐
13. 憨人 (2010年11月1日－2010年11月10日)
作詞：謝金燕，作曲：林從胤，主唱：謝金燕

插曲
1. 心肝寶貝
「招弟、蕾蕾主題曲」   
作詞：李坤城、羅大佑，作曲：羅大佑，主唱：鳳飛飛
2. 難忘的鳳凰橋
「茂松、招弟主題曲」(第1集) 
作詞：葉俊麟，作曲：葉俊麟，主唱：方瑞娥
3. 牽阮的手
「朝全、招弟戀曲」(第206集) 
詞曲：徐錦凱，主唱：蔡幸娟
4. 家後
「松珠夫婦戀曲」 
詞曲：洪榮宏、葉勝欽、柯英高，主唱：廖峻(茂松)，原唱：洪榮宏
5. 如果沒有你
「文龍、有慧戀曲」 
作詞：李焯雄、左安安，作曲：左安安，主唱：陳以岫，原唱：莫文蔚
6. 溫暖的雙手
「民中臨別曲」(第153集)、「麗君臨別曲」(第247集) 」
作詞：黃思婷，作曲：黃明洲，主唱：黃思婷
7. 天地
「大同臨別曲」（第247集） 
作詞：巴布，作曲：蕭蔓萱，主唱：黃文星
8. 愛是一種負擔
「有美、國慶失戀曲」(第191集) 
詞曲：王尚宏，主唱：孫淑媚
9. 月光
「如玉臨別曲」(第216集)、「英傑、天憶失戀曲」(第232集) 
詞曲：陳偉強，主唱：孫淑媚
10. 不曾說愛你
「 建文 志玲 麗美戀曲」（第272，278集、第300集） 
詞曲：江志豐，主唱：孫協志 方寶珍(建文 素美)，原唱：羅時豐
11. 父母的心聲
「有美結婚曲」（第281集） 
詞曲：郭之儀，主唱：孫淑媚
12. 癡情歌
「有美戀曲」(第185集)、「正弘、蕾蕾戀曲」(第187集)、「蔡有美過世」(第303集) 
作詞：謝金燕，作曲：張勇強，主唱：孫淑媚
13. 上愛的人
「正弘、蕾蕾失戀曲」(第198集) 
詞曲：洪榮宏、葉勝欽、柯英高，主唱：洪榮宏
14. 台北上午零時
「茂松淋雨曲」(第308集) 
詞曲：洪一峰，主唱：洪一峰

片尾曲
1. 愛情像被單 (2009年9月2日－2009年9月30日)
詞曲：傑米，主唱：方瑞娥
2. 無情鴛鴦夢 (2009年10月1日－2009年10月1日)
詞曲：葉勝欽，主唱：孫淑媚、王識賢
3. 傷心傷一半 (2009年10月2日－2009年11月3日)
詞曲：葉勝欽，主唱：孫淑媚
4. 前世緣 (2009年11月4日－2009年11月30日)
詞曲：林久登、楚陽，主唱：秀蘭瑪雅、陳冠霖
5. 無情雨 (2009年12月1日－2009年12月31日)
詞曲：陳偉強，主唱：王中平
6. 惜福 (2010年1月1日－2010年1月15日)
詞曲：傑米，主唱：蔡秋鳳
7. 秋風落葉 (2010年1月18日－2010年2月12日)
作詞：沈建福，作曲：南雅人，主唱：林姍
8. 不能講的秘密 (2010年2月15日－2010年3月31日)
詞曲：江志豐，主唱：翁立友
9. 原諒我 (2010年4月1日－2010年5月14日)
作詞：高以德，作曲：黃明洲、吳舜華，主唱：洪榮宏
10. 上愛的人 (2010年5月17日－2010年5月31日)
詞曲：洪榮宏、葉勝欽、柯英高，主唱：洪榮宏
11. 落花淚 (2010年6月1日－2010年6月1日)
詞曲：張燕清，主唱：龍千玉、蔡小虎
12. 用心 (2010年6月2日－2010年6月30日)
詞曲：江志豐，主唱：龍千玉
13. 上愛的人 (2010年7月1日－2010年7月30日)
詞曲：洪榮宏、葉勝欽、柯英高，主唱：洪榮宏
14. 傷心手指 (2010年8月2日－2010年8月31日)
詞曲：蕭茂成，主唱：王識賢、孫淑媚
15. 不曾說愛妳 (2010年9月1日－2010年9月15日)
詞曲：江志豐，主唱：羅時豐
16. 選擇你 (2010年9月16日－2010年9月30日)
詞曲：江志豐，主唱：張秀卿、江志豐
17. 石敢當 (2010年10月1日－2010年11月10日)
作詞：高以德，作曲：吳舜華、黃明洲，主唱：楊哲

金曲
1. 用真心愛一個人 (2009年9月2日－2009年9月11日)
作詞：張文夫，作曲：螞蟻，主唱：蔡小虎
2. 重感情 (2009年9月14日－2009年9月25日)
作詞：蔡小虎，作曲：江志豐，主唱：蔡小虎
3. 愛情像被單 (2009年9月28日－2009年10月9日)
詞曲：傑米，主唱：方瑞娥
4. 吃緊弄破碗 (2009年10月12日－2009年10月23日)
詞曲：傑米，主唱：張政雄、薛珮潔
5. 雞公弄雞母 (2009年10月26日－2009年11月6日)
作詞：巴布，作曲：蕭蔓萱，主唱：張政雄、薛珮潔
6. 路邊攤 (2009年11月9日－2009年11月13日)
作詞：巴布，作曲：蕭蔓萱，主唱：張政雄、薛珮潔
7. 明天 (2009年11月16日－2009年11月27日)
詞曲：江志豐，主唱：江志豐
8. 香水 (2009年11月30日－2009年12月18日)
詞曲：江志豐，主唱：江志豐、張秀卿
9. 一切攏是空 (2009年12月21日－2010年2月5日)
作詞：巴布，作曲：蕭蔓萱，主唱，蔡秋鳳
10. 不能講的秘密 (2010年2月8日－2010年3月5日)
詞曲：江志豐，主唱：翁立友
11. 夜市人生 (2010年3月8日－2010年3月19日)
詞曲：江志豐，主唱：翁立友
12. 尚水的伴 (2010年3月22日－2010年3月31日)
作詞：許文祺，作曲：許明傑，主唱，翁立友
13. 紙糊的心 (2010年4月1日－2010年4月30日)
作詞：邱宏瀛，作曲：黃明洲、吳舜華，主唱：朱海君
14. 異鄉的城市 (2010年5月3日－2010年5月21日)
詞曲：傑米，主唱：李明洋、龍千玉
15. 無緣的情人 (2010年5月24日－2010年5月31日)
詞曲：李其昇，主唱：李明洋
16. 用心 (2010年6月1日－2010年6月18日)
詞曲：江志豐，主唱：龍千玉
17. 落花淚 (2010年6月21日－2010年6月30日)
詞曲：張燕清，主唱：龍千玉、蔡小虎
18. 不曾說愛妳 (2010年7月1日－2010年8月31日)
詞曲：江志豐，主唱：羅時豐
19. 三口組 (2010年9月1日－2010年10月6日)
作詞：巴布，作曲：蕭蔓萱，主唱：張政雄、薛珮潔、翁立友
20. 選擇你 (2010年10月7日－2010年10月31日)
詞曲：江志豐，主唱：張秀卿、江志豐
21. 疼惜 (2010年11月1日－2010年11月10日)
詞曲：游元祿，主唱：蔡小虎、龍千玉

## 備註
- 陳冠霖此劇飾演兩個角色，分別為「李文龍」與「鍾世慶」。
- 此劇為陳冠霖與李燕首度飾演夫妻。
- 此劇為馬如風和劉至翰继《我一定要成功》二度飾演父子。
- 此剧为刘美玲与李燕继《金色摩天轮》二度饰演母女
- 此剧为林秀玲与陈冠霖继《台湾阿诚》二度饰演母子
- 此剧为廖峻与李燕继《真情满天下》二度饰演父女
- 此剧为王豪与连静雯继《天下第一味》二度饰演父女
- 此剧为江国宾与星卉继《台湾霹雳火》、《金色摩天轮》三度搭档
- 此剧林佑星与林韦君继《金色摩天轮》二度搭档
- 此剧为刘至翰与韩瑜继《意难忘》二度搭档
- 韓瑜起初登場名為「黃蕾蕾」，但因劇情修改飾演「楊小薇」。
- 連靜雯起初登場名為「蔡有美」，但因劇情修改飾演「王欣欣」，又因劇情修改再度飾演「白海萍」。
- 馬幼興起初登場名為「沈國慶」，但因劇情修改飾演「丁國慶」。
- 朱佑平起初登場名為「蔡安平」，但因劇情修改飾演「劉安平」。

## 重播版主題曲
片頭曲
1. 霧中花 (2012年6月28日－2012年6月29日)
詞曲：傑米，主唱：方瑞娥
2. 北風 (2012年7月2日－2012年7月31日)
詞曲：黃玉梅，主唱：于台煙
3. Sorry (2012年8月1日－2012年8月29日)
作詞：廖大森，作曲：廖大森、余傳賢，主唱：高登
4. 一條紅線 (2012年9月3日－2012年9月28日)
詞曲：江志豐，主唱：許志豪、張秀卿
5. 慶團圓 (2012年10月1日－2012年10月31日)
詞曲：郭之儀，主唱：陳雷
6. 痴情夢 (2012年11月1日－2012年11月30日)
作詞：張青龍，作曲：張文夫，主唱：楊哲
7. 三吋心 (2012年12月3日－2012年12月31日)
詞曲：張燕清，主唱：吳俊宏
8. 情深緣淺 (2013年1月1日－2013年1月31日)
詞曲：郭之儀，主唱：甲子慧、荒山亮
9. 來去艋舺 (2013年2月1日－2013年2月28日)
作詞：高以德，作曲：余瑞昌，主唱：余天龍
10. 老婆 (2013年3月1日－2013年3月29日)
詞曲：江志豐，主唱：楊靜
11. 甜蜜的負擔 (2013年4月1日－2013年4月30日)
詞曲：林東松，主唱：沈建豪
12. 愛在一起 (2013年5月1日)
詞曲：葉勝欽，主唱：葉勝欽、林秀琴
13. 祝福 (2013年5月2日－2013年5月31日)
作詞：簡志霖，作曲：簡彌堅，主唱：黃妃、許富凱
14. 夢袂醒 (2013年6月3日－2013年6月30日)
詞曲：志峰，主唱：方怡萍
15. 愛阮我人 (2013年7月1日－2013年7月31日)
詞曲：王尚宏，主唱：詹曼鈴
16. 愛的DiDaDi (2013年8月1日－2013年8月30日)
作詞：高以德，作曲：高登，主唱：高登、台灣女孩-黃甄妮
17. 我會等待你 (2013年9月2日－2013年9月30日)
作詞：吳建洲，作曲：唐銘良，主唱：謝宜君
18. 惦在你身邊 (2013年10月1日－2013年10月30日       )
詞曲：彭立，主唱：黃乙玲

片尾曲
1. 牽手 (2012年6月28日－2012年6月29日)
詞曲：葉勝欽，主唱：葉勝欽、曾雅蘭
2. 一粒汗 (2012年7月2日－2012年7月31日)
詞曲：張燕清，主唱：蔡義德
3. 愛最大 (2012年8月1日－2012年8月29日)
詞曲：陳偉強，主唱：沈芳如
4. 你的淚光 (2012年9月3日－2012年9月28日)
作詞：施寧，作曲：金楓燁，主唱：李翊君
5. 等你一句話 (2012年10月1日－2012年10月31日)
詞曲：廖偉志，主唱：林良歡
6. 愛甲神仙也難救 (2012年11月1日－2012年11月30日)
詞曲：洪金昇，主唱：詹曼鈴
7. 愛你無理由 (2012年12月3日－2012年12月31日)
作詞：高明洲，作曲：吳舜華，主唱：謝莉婷
8. 三吋心 (2013年1月1日－2013年2月4日)
詞曲：張燕清，主唱：吳俊宏
9. 情深緣淺 (2013年2月5日－2013年2月28日)
詞曲：郭之儀，主唱：甲子慧、荒山亮
10. 來去艋舺 (2013年3月1日－2013年3月29日)
作詞：高以德，作曲：余瑞昌，主唱：余天龍
11. 再起東山 (2013年4月1日－2013年4月30日)
詞曲：廖偉志，主唱：蔡義德
12. 懺悔 (2013年5月1日－2013年5月31日)
詞曲：翁何文，主唱：詹曼鈴
13. 悟空不空 (2013年6月3日－2013年6月20日)
詞曲：高登，主唱：高登
14. 雨天 (2013年6月21日－2013年6月30日)
作詞：高以德，作曲：高登，主唱：高登
15. 夢袂醒 (2013年7月1日－2013年7月31日)
詞曲：志峰，主唱：方怡萍
16. 惦在你身邊 (2013年8月1日－2013年8月30日)
詞曲：彭立，主唱：黃乙玲
17. 無情歌 (2013年9月2日－2013年9月30日)
作詞：謝家銘，作曲：陳緯倫，主唱：秀蘭瑪雅
18. 我會等待你 (2013年10月1日－2013年10月30日         )
作詞：吳建洲，作曲：唐銘良，主唱：謝宜君

## 收視率
| 中華民國 三立台灣台 首播收视率 （AC尼爾森） |          |                                |        |      |                                   |
| 集數                                        | 週數     | 播出日期                       | 收视率 | 排名 | 備註                              |
| 1-3                                         | 1        | 2009年9月2日－2009年9月4日     | 3.87   | 2    | 第1集接於《真情滿天下》後同日播出 |
| 4-8                                         | 2        | 2009年9月7日－2009年9月11日    | 4.19   | 2    |                                   |
| 9-13                                        | 3        | 2009年9月14日－2009年9月18日   | 3.96   | 2    |                                   |
| 14-18                                       | 4        | 2009年9月21日－2009年9月25日   | 3.67   | 2    |                                   |
| 19-23                                       | 5        | 2009年9月28日－2009年10月2日   | 3.91   | 2    |                                   |
| 24-28                                       | 6        | 2009年10月5日－2009年10月9日   | 4.14   | 2    |                                   |
| 29-33                                       | 7        | 2009年10月12日－2009年10月16日 | 4.29   | 2    |                                   |
| 34-38                                       | 8        | 2009年10月19日－2009年10月23日 | 4.12   | 2    |                                   |
| 39-43                                       | 9        | 2009年10月26日－2009年10月30日 | 4.33   | 2    |                                   |
| 44-48                                       | 10       | 2009年11月2日－2009年11月6日   | 4.44   | 2    |                                   |
| 49-53                                       | 11       | 2009年11月9日－2009年11月13日  | 5.05   | 1    |                                   |
| 54-58                                       | 12       | 2009年11月16日－2009年11月20日 | 5.66   | 1    |                                   |
| 59-63                                       | 13       | 2009年11月23日－2009年11月27日 | 6.08   | 1    |                                   |
| 64-68                                       | 14       | 2009年11月30日－2009年12月4日  | 6.42   | 1    |                                   |
| 69-73                                       | 15       | 2009年12月7日－2009年12月11日  | 5.25   | 1    |                                   |
| 74-78                                       | 16       | 2009年12月14日－2009年12月18日 | 5.63   | 1    |                                   |
| 79-83                                       | 17       | 2009年12月21日－2009年12月25日 | 5.43   | 3    | 第80集播出150分鐘                 |
| 84-88                                       | 18       | 2009年12月28日－2010年1月1日   | 5.48   | 2    |                                   |
| 89-93                                       | 19       | 2010年1月4日－2010年1月8日     | 5.84   | 2    |                                   |
| 94-98                                       | 20       | 2010年1月11日－2010年1月15日   | 5.83   | 1    |                                   |
| 99-103                                      | 21       | 2010年1月18日－2010年1月22日   | 6.28   | 1    |                                   |
| 104-108                                     | 22       | 2010年1月25日－2010年1月29日   | 6.00   | 1    |                                   |
| 109-113                                     | 23       | 2010年2月1日－2010年2月5日     | 6.18   | 1    |                                   |
| 114-118                                     | 24       | 2010年2月8日－2010年2月12日    | 6.07   | 1    |                                   |
| 119-123                                     | 25       | 2010年2月15日－2010年2月19日   | 5.44   | 2    | 第119－122集播出120分鐘           |
| 124-128                                     | 26       | 2010年2月22日－2010年2月26日   | 6.16   | 1    |                                   |
| 129-133                                     | 27       | 2010年3月1日－2010年3月5日     | 5.79   | 1    |                                   |
| 134-138                                     | 28       | 2010年3月8日－2010年3月12日    | 5.73   | 1    |                                   |
| 139-143                                     | 29       | 2010年3月15日－2010年3月19日   | 5.51   | 2    |                                   |
| 144-148                                     | 30       | 2010年3月22日－2010年3月26日   | 5.52   | 2    |                                   |
| 149-153                                     | 31       | 2010年3月29日－2010年4月2日    | 5.26   | 2    |                                   |
| 154-158                                     | 32       | 2010年4月5日－2010年4月9日     | 5.48   | 2    |                                   |
| 159-163                                     | 33       | 2010年4月12日－2010年4月16日   | 5.62   | 2    |                                   |
| 164-168                                     | 34       | 2010年4月19日－2010年4月23日   | 5.51   | 2    |                                   |
| 169-173                                     | 35       | 2010年4月26日－2010年4月30日   | 5.06   | 2    |                                   |
| 174-178                                     | 36       | 2010年5月3日－2010年5月7日     | 5.10   | 2    |                                   |
| 179-183                                     | 37       | 2010年5月10日－2010年5月14日   | 4.80   | 2    |                                   |
| 184-188                                     | 38       | 2010年5月17日－2010年5月21日   | 5.00   | 2    |                                   |
| 189-193                                     | 39       | 2010年5月24日－2010年5月28日   | 4.98   | 2    |                                   |
| 194-198                                     | 40       | 2010年5月31日－2010年6月4日    | 4.87   | 2    |                                   |
| 199-203                                     | 41       | 2010年6月7日－2010年6月11日    | 4.70   | 2    |                                   |
| 204-208                                     | 42       | 2010年6月14日－2010年6月18日   | 4.73   | 2    |                                   |
| 209-213                                     | 43       | 2010年6月21日－2010年6月25日   | 4.61   | 2    |                                   |
| 214-218                                     | 44       | 2010年6月28日－2010年7月2日    | 4.77   | 2    |                                   |
| 219-223                                     | 45       | 2010年7月5日－2010年7月9日     | 4.98   | 2    |                                   |
| 224-228                                     | 46       | 2010年7月12日－2010年7月16日   | 5.11   | 2    |                                   |
| 229-233                                     | 47       | 2010年7月19日－2010年7月23日   | 4.83   | 2    |                                   |
| 234-238                                     | 48       | 2010年7月26日－2010年7月30日   | 4.63   | 2    |                                   |
| 239-243                                     | 49       | 2010年8月2日－2010年8月6日     | 4.48   | 2    |                                   |
| 244-248                                     | 50       | 2010年8月9日－2010年8月13日    | 4.06   | 2    |                                   |
| 249-253                                     | 51       | 2010年8月16日－2010年8月20日   | 3.91   | 2    |                                   |
| 254-258                                     | 52       | 2010年8月23日－2010年8月27日   | 4.43   | 2    |                                   |
| 259-263                                     | 53       | 2010年8月30日－2010年9月3日    | 4.64   | 2    |                                   |
| 264-268                                     | 54       | 2010年9月6日－2010年9月10日    | 4.71   | 2    |                                   |
| 269-273                                     | 55       | 2010年9月13日－2010年9月17日   | 4.48   | 2    |                                   |
| 274-278                                     | 56       | 2010年9月20日－2010年9月24日   | 3.98   | 2    |                                   |
| 279-283                                     | 57       | 2010年9月27日－2010年10月1日   | 4.22   | 2    |                                   |
| 284-288                                     | 58       | 2010年10月4日－2010年10月8日   | 4.18   | 2    |                                   |
| 289-293                                     | 59       | 2010年10月11日－2010年10月15日 | 4.58   | 2    |                                   |
| 294-298                                     | 60       | 2010年10月18日－2010年10月22日 | 5.00   | 2    |                                   |
| 299-303                                     | 61       | 2010年10月25日－2010年10月29日 | 5.00   | 2    |                                   |
| 304-308                                     | 62       | 2010年11月1日－2010年11月5日   | 5.28   | 2    |                                   |
| 309-311                                     | 63       | 2010年11月8日－2010年11月10日  | 6.83   | 2    | 第311集播出35分鐘                 |
| 收視平均                                    | 收視平均 | 收視平均                       | 5.02   | -    | -                                 |

- 由AGB尼爾森調查，調查範圍是四歲以上收看電視之觀眾。資料來源：中時娛樂

## 外部連結
- 官方网站
- 台娛百科上的相关条目：天下父母心